# Tadeusz Leżański
Tadeusz Jan Leżański (ur. 11 sierpnia 1923 w Grójcu, zm. 17 lipca 2011) – polski matematyk, profesor Uniwersytetu Marii Curie-Skłodowskiej w Lublinie.

## Życiorys
Był absolwentem Liceum im. Jana Zamoyskiego w Warszawie, które ukończył w warunkach konspiracyjnych w czasie II wojny światowej. Studiował matematykę na tajnych wykładach Uniwersytetu Warszawskiego i następnie tamże w latach 1945-1949. Pracę magisterską Pierścienie liniowe napisał pod kierunkiem Stanisława Mazura. W latach 1949–1964 pracował w Instytucie Matematycznym PAN, w 1955 otrzymał stopień doktora kandydata nauk na podstawie pracy Wyznaczniki Fredholma w przestrzeniach Banacha napisanej pod kierunkiem Stanisława Mazura. W 1958 mianowany docentem, w 1964 został pracownikiem Uniwersytetu im. Marii Curie-Skłodowskiej w Lublinie, gdzie był kierownikiem Zakładu Analizy Funkcjonalnej, następnie Zakładu Algebry i Analizy Funkcjonalnej Instytutu Matematyki UMCS. W 1981 mianowany profesorem nadzwyczajnym, w 1993 przeszedł na emeryturę.
W swoich badaniach zajmował się analizą funkcjonalną.

## Odznaczenia i nagrody
Był odznaczony Krzyżem Kawalerskim Orderu Odrodzenia Polski (1982), Złotym Krzyżem Zasługi i Medalem Komisji Edukacji Narodowej. W 1954 otrzymał Nagrodę im. Stefana Banacha.